# UCS Building
Le UCS Building est un gratte-ciel situé dans le quartier de Braamfontein, à Johannesburg en Afrique du Sud. Il a été achevé en 1976 et mesure 128 mètre.